# Ceranemota albertae
Ceranemota albertae (tên tiếng Anh: Alberta Lutestring) là một loài bướm đêm thuộc họ Drepanidae. Nó được tìm thấy ở miền tây Canada, from south-miền trung British Columbia phía đông đến tây nam Saskatchewan.
Sải cánh dài 32–39 mm. Con trưởng thành bay từ tháng 8 đến tháng 9 tùy theo địa điểm.